# Soucia
Soucia é uma comuna francesa na região administrativa de Borgonha-Franco-Condado, no departamento de Jura. Estende-se por uma área de 12,37 km². Em 2010 a comuna tinha 188 habitantes (densidade: 15,2 hab./km²).